# Araguaney (paroisse civile)
Pour les articles homonymes, voir Araguaney.
Araguaney, ou El Aragüaney, est l'une des quatre paroisses civiles de la municipalité d'Andrés Bello dans l'État de Trujillo au Venezuela. Sa capitale est Araguaney (ou également El Araguaney, ou El Aragüaney). Elle tire son nom de l'Araguaney, nom vernaculaire local de l'espèce d'arbre Handroanthus chrysanthus, arbre national du Venezuela.

## Géographie

### Démographie
Hormis sa capitale Araguaney, la paroisse civile ne possède qu'une autre localité, Las Palmas, à cheval sur la paroisse civile voisine de La Esperanza.